# Max Fried
Max Dorian Fried (Santa Monica, 18 gennaio 1994) è un giocatore di baseball statunitense, lanciatore partente per i New York Yankees della Major League Baseball.

## Carriera

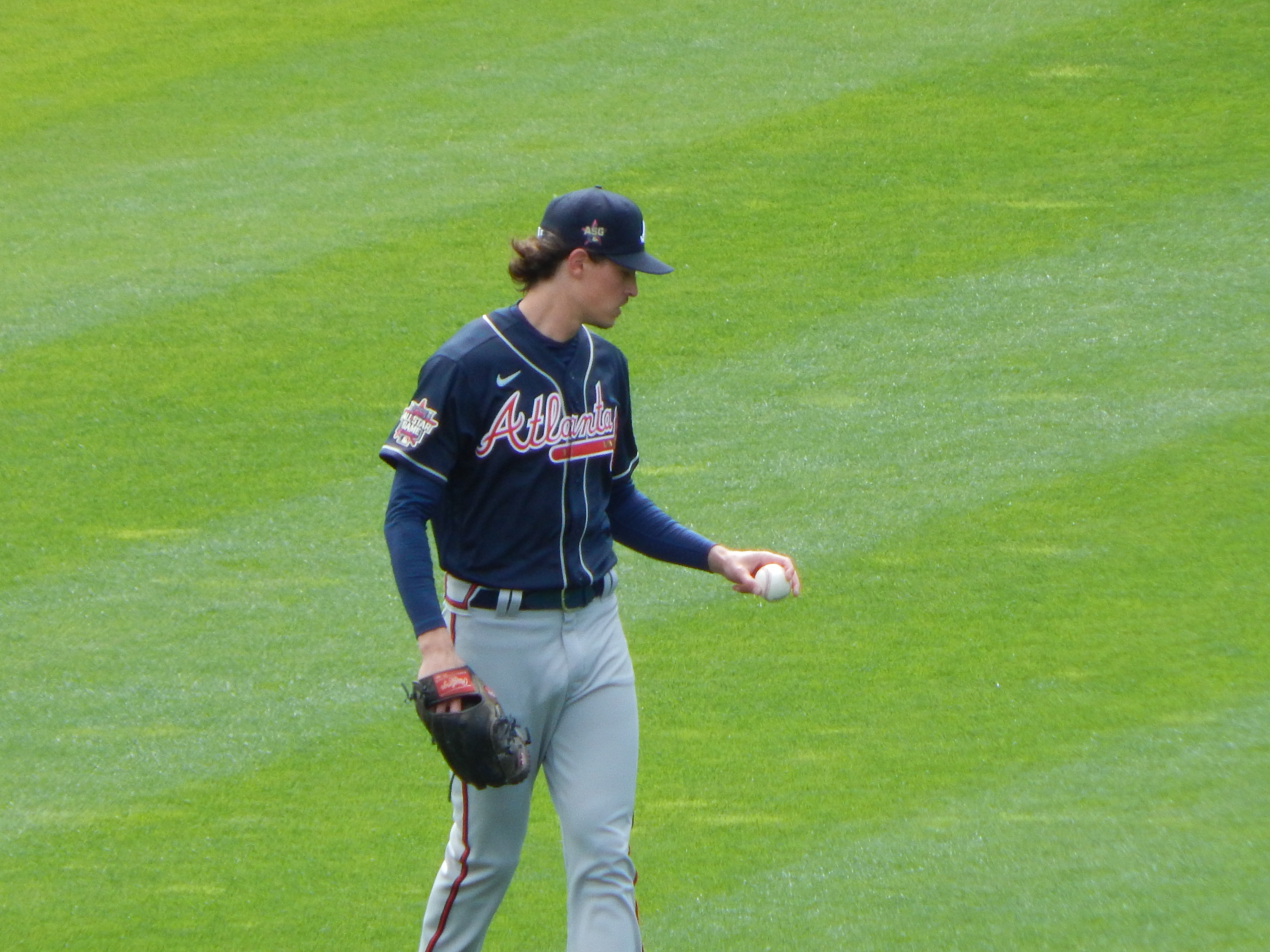
Fried con i Braves nel 2021

### Inizi e Minor League (MiLB)
Nato a Santa Monica in California, Fried frequentò la Harvard-Westlake High School di Los Angeles. Venne selezionato nel primo turno, come 7ª scelta assoluta del draft MLB 2012, dai San Diego Padres, che lo assegnarono alla classe Rookie. Disputò la stagione 2013 nella classe A, disputando 118.2 inning, tutti come partente. Nel 2014 partecipò solamente a 10.2 inning divisi tra classe Rookie e classe A, a causa di numerosi infortuni. Partecipò alla prima partita stagionale a luglio, e il 20 agosto 2014 si sottopose alla Tommy John surgery che lo costrinse a riposo per il resto della stagione.
Il 19 dicembre 2014, i Padres scambiarono Fried, Jace Peterson, Dustin Peterson e Mallex Smith con gli Atlanta Braves per Justin Upton e Aaron Northcraft.
Dopo aver saltato l'intera stagione 2015 per riabilitarsi dall'operazione chirurgica, Fried tornò in campo il 9 aprile 2016 nella classe A. Iniziò la stagione 2017 nella Doppia-A.

### Major League (MLB)
Fried debuttò nella MLB il 8 agosto 2017, al SunTrust Park di Cumberland contro i Philadelphia Phillies. Schierato nell'ottavo inning in situazione di svantaggio, lanciò per due inning e fronteggiò nove battitori, concedendo due valide (tra cui un doppio, due basi su ball (di cui una intenzionale) e mettendo a segno il suo primo strikeout. Uscì dal gioco nella parte bassa del nono inning, quando venne sostituito alla battuta da Tyler Flowers. Il 16 agosto contro i Rockies, apparve per la prima volta in battuta, ottenendo una base su ball e segnando il primo punto, ottenuto dopo la valida di Brandon Phillips, la base su ball di Freddie Freeman e la valida di Nick Markakis. Nella sua seconda apparizione durante la stessa partita, venne eliminato per strikeout, mentre come lanciatore concesse il primo fuoricampo (un home run da tre punti realizzato da Trevor Story) e di conseguenza il primi punti agli avversari. Il 3 settembre contro i Cubs, venne schierato per la prima volta come partente. Lanciò per cinque inning e ottenne la prima vittoria.
Concluse la stagione con 9 partite disputate (4 da partente) nella MLB e 21 nella minor league, di cui 19 nella Doppia-A e 2 nella Tripla-A.
Il 30 giugno 2018 contro i Cardinals come battitore, Fried colpì la sua prima valida. Durante la stagione, disputò 14 partite (5 da partente) nella MLB e 15 nella minor league, di cui 13 nella Tripla-A e 2 nella Doppia-A. Partecipò inoltre al suo primo post-stagione, in cui giocò complessivamente per 2.1 inning. Nella gara 3 delle division series venne schierato nel quarto inning, con due eliminati, tuttavia subì un home run e venne sostituito al termine dell'inning.
Nel 2019 giocò la sua prima stagione integrale nella MLB, prendendo parte a 33 partite, di cui 30 da partente. Come battitore realizzò undici valide (tra cui quattro doppi), quattro RBI e ottenne cinque basi su ball.
Nella stagione 2020, apparve in 11 delle 60 partite disputate durante la stagione regolare, chiudendo la stagione da imbattuto con sette vittorie e zero sconfitte. Non apparve in nessuna partita come battitore, visto l'introduzione provvisoria della figura del battitore designato nella National League. Al termine della stagione venne premiato con il suo primo guanto d'oro.
Conclusa la stagione regolare, partecipò per il quarto anno consecutivo al post-stagione. Ottenne una vittoria, nove strikeout e concesse tre valide nella gara 2 delle Division Series contro i Brewers, mentre durante le National League Championship Series subì una sconfitta in due partite, tre home run su sedici valide concesse e sette punti, segnando complessivamente otto strikeout.
Durante le World Series, subì una sconfitta in gara 2. Schierato nella decisiva gara 6, ottenne la vittoria realizzando sei strikeout e concedendo quattro valide e zero punti. Al termine della partita, conclusasi per 7-0 sugli avversari, Fried e i Braves divennero campioni. Al termine della stagione, Fried venne premiato con il suo secondo guanto d'oro per la sua prestazione difensiva e con la silver slugger per aver avuto la miglior prestazione offensiva di un giocatore di ruolo lanciatore, durante la stagione regolare infatti mise a segno quindici valide, fra cui tre doppi, e totalizzò cinque RBI, chiudendo con .273 di media battuta.

## Palmares

### Club
- World Series: 1

Atlanta Braves: 2021

### Individuale
- All-MLB First Team: 1

2020
- Guanto d'oro: 2

2020, 2021
- Silver Slugger Award: 1

2021
- Lanciatore del mese: 1

NL: settembre 2021